# Дашкевич, Виктор Николаевич
Ви́ктор Никола́евич Дашке́вич (бел. Віктар Мікалаевіч Дашкевіч; 3 января 1945, д. Вятитеровка, Чашникский район Витебская область, БССР, СССР — 31 марта 2020, Витебск, Беларусь) — советский и белорусский театральный актёр. Заслуженный артист Республики Беларусь (2016).

## Биография
Родился 3 января 1945 года в деревне Вятитеровка Чашникского района Витебской области.
Окончил в 1973 году курс В. П. Редлих в Белорусском государственном театрально-художественном институте.
С 1973 по 1990 год работал в Национальном академическом драматическом театре имени Якуба Коласа. С 1990 по 1991 год — директор Белорусского театра «Лялька» (Витебск). С 1991 года работал в Национальном академическом драматическом театре имени Якуба Коласа. С 1981 по 1990 год, а также с 1991 по 2007 год исполнял обязанности заведующего труппой театра имени Якуба Коласа.
Скончался 31 марта 2020 от пневмонии на почве осложнений, вызванных вирусом COVID-19. Смерть Виктора Дашкевича стала первой официальной зарегистрированной смертью в Беларуси от COVID-19.

### Семья
Жена Светлана и две дочери: Виктория и Анна.

## Роли в театре

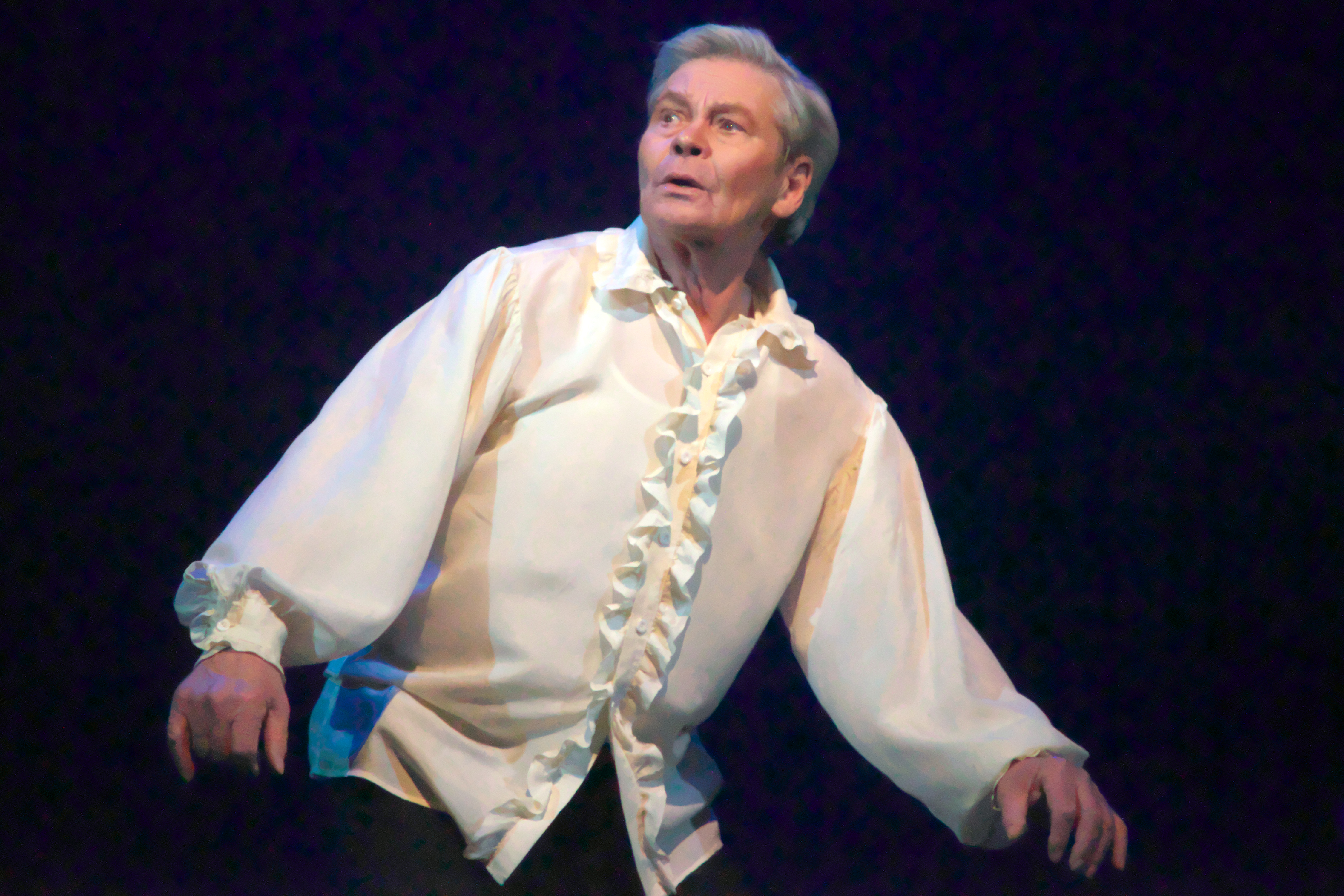
Виктор Дашкевич в роли шляхтича Дубатовка в пьесе «Дикая охота короля Стаха» по одноимённой повести В. Короткевича (2015 г.)

- «Колокола Витебска», В. Короткевич — Захар
- «Провинциальные анекдоты», А. Вампилов — Хомутов
- «Прошлым летом в Чулимске», А. Вампилов — Еремеев
- «Чужой», Л. Никоненко — Арсен
- «Ревизор», Н. Гоголь — Добчинский
- «Чёрная невеста», А. Дударев — Мнишек
- «Тузы», У. Видмера — Мюллер
- «Недоросль» Д. Фонвизина — Скотинин
- «От цо да!», С. Янович — советский следователь
- «Чайка», А. Чехов — Сорин
- «Поминальная молитва», Г. Горин — Степан
- «И смех, и слёзы, и Любовь» («Событие»), В. Набоков — знаменитый писатель
- «Старомодная комедия», А. Арбузов — Родион Николаевич
- «Отец», А. Стриндберг — пастор
- «Краковский студент», Г. Марчук — Лука Скорина
- «Последние свидетели», С. Алексиевич — ученик
- «Мудрецы…» («На всякого мудреца довольно простоты»), А. Островский — Мамаев
- «Квартет», Р. Харвуд — Реджи
- «Визит дамы» («Визит старой дамы»), Ф. Дюрренматт — священник
- «Парадоксы чувств», С. Сергиенко — Эдуард
- «Дикая охота короля Стаха», В. Короткевич — Гринь Дуботовк
- «Христос приземлился в Гродно», В. Короткевич — митрополит Болвонович
- «Ромео и Джульетта», У. Шекспир — Эскал
- «Песни волка», В. Панин — Дед, Седой
- «Шагал… Шагал…» («Прямой вагон до Парижа со всеми пересадками»), В. Дроздов — Захар
- «Нестерка», В. Вольский — Матей
- «Счастье в долг», Ф. Полочанин — Пётр Адамович
- «Шутки» («Примаки»), Я. Купала — урядник
- «Приключения Чиполлино», А. Бадулин, А. Чутко — Чиполлоне
- «Дурочка», Лопе де Вега — Мисено
- «Смешные люди» (одноактные пьесы «О вреде табака», «Юбилей», «Предложение»), А. Чехов — служащий банка
- «Пеппи» (либретто Юлия Кима по произведениям Астрид Линдгрен) — капитан Оченьдлинныйчулок
- «Доктор философии», Б. Нушич — профессор Райсер
- «Ещё раз о любви», по рассказам В. Шукшина «Стёпкина любовь» — Северьян
- «Кот в сапогах», А. Замковский по Шарлю Перро — Старший Косец

## Роли в кино
- 2009 — Яблоко Луны — Ахмет

## Награды
- Почётная грамота Кабинета Министров Республики Беларусь (1996)[4]
- приз зрительских симпатий на Международном театральном фестивале «Славянские театральные встречи» (Гомель) (1999)
- нагрудный знак Министерства культуры Республики Беларусь «За вклад в развитие культуры Беларуси» (2003)
- Почётная грамота Национального Собрания Республики Беларусь (14 декабря 2006 года) — за значительный вклад в реализацию социальной политики Республики Беларусь и заслуги в развитии национальной культуры[5]
- Медаль Франциска Скорины (2010)
- диплом Белорусского союза театральных деятелей (2011)
- Грамота Министерства культуры Республики Беларусь (2016)
- почётное звание «Заслуженный артист Республики Беларусь» (2016)